# Логицизм
Логици́зм, или логи́стика, или логистицизм  — одно из основных направлений обоснования математики и философии математики, ставящее целью сведе́ние исходных математических понятий к понятиям логики. Двумя другими основными направлениями являются интуиционизм и формализм.
Мысль о сведе́нии математики к логике высказывалась Лейбницем в конце 17 в. Практическое осуществление логицистического тезиса было предпринято в конце 19 — начале 20 вв. в работах Фреге, и в «Principia mathematica» за авторством Уайтхеда и Рассела.
Взгляд на математику как на часть логики обусловлен тем, что любую математическую теорему в аксиоматической системе можно рассматривать как некоторое утверждение о логическом следовании. Остаётся только все встречающиеся в таких утверждениях константы определить через логические термины. К концу XIX века в математике различные виды чисел, включая комплексные, были определены в терминах натуральных чисел и операций над ними. Попытка сведения натуральных чисел к логическим понятиям была предпринята Г. Фреге. В интерпретации Г. Фреге натуральные числа были кардинальными числами некоторых понятий. Однако система Фреге не свободна от противоречий. Это выяснилось, когда Рассел обнаружил противоречие в канторовой теории множеств (см. парадокс Рассела), пытаясь свести её к логике. Обнаруженное противоречие побудило Рассела к пересмотру взглядов на логику, которую он сформулировал в виде теории разветвленных типов. Однако построение математики на основе теории типов потребовало принятия аксиом, которые неестественно считать чисто логическими. К ним относятся, например, аксиома бесконечности, которая утверждает, что существует бесконечно много индивидов, то есть объектов наинизшего типа.
Ряд авторов полагает, что с определёнными изменениями логического аппарата Рассела логицизм приемлем, другие же считают что попытка сведе́ния математики к логике не удалась, и идея логицизма оказалась утопичной. В 1931 году Гёдель доказывал, что никакая формализованная система логики не может быть адекватной базой математики.